# 狗舌紫菀
狗舌紫菀（学名：Aster senecioides）为菊科紫菀属的植物，为中国的特有植物。分布在中国大陆的四川、云南等地，生长于海拔2,100米至3,000米的地区，一般生于针叶林下、高山山谷坡地或山顶石砾地，目前已由人工引种栽培。

## 异名
- Aster senecioides Franch. var. latisquamus Ling